# Rokytnice v Orlických horách (zámek)
Zámek Rokytnice je renesanční zámek, vystavěný v roce 1567 na místě bývalé tvrze. Na přelomu 17. a 18. století prošel výraznou barokní přestavbou. Zámek se nachází v obci Rokytnice v Orlických horách ve východních Čechách.

## Historie
Rokytnické panství vzniklo oddělením od rychnovského v roce 1487 a nejpozději v této době bylo v Rokytnici vystavěno panské sídlo, které mělo charakter tvrze. Ta se připomíná, když Sigmund Licek z Rýzmburka prodal v roce 1567 rokytnické panství Joachimovi Mauschwitzovi z Armenruh. Jeho syn Kryštof nechal tvrz po roce 1600 přestavět na renesanční zámek. Hmotným dokladem je nález renesančního kamenného ostění vstupního portálu zámku.
Významnější stavební úpravy se nesly v barokním slohu. Zahájil je ve druhé polovině 17. století Otto svobodný pán z Nostitz, pro něhož (ale i pro další členy rokytnické linie Nostitzů) bylo rokytnické panství až do počátku 19. století jediným sídlem v Čechách. V době Otty bylo kromě jiného provedeno osazení barokního vstupního portálu. Rozsáhlejší úpravy zámku podnikl jeho syn Kryštof Václav z Nostic, a to zejména v návaznosti na povýšení do hraběcího stavu, kdy se snažil stavebními úpravami dodat svému sídlu vtisknout reprezentační ráz, který by lépe odpovídal prestiži rodu. Jeho posledním vkladem bylo stržení tzv. starého paláce a realizace vrcholně barokní dispozice s reprezentativním Sálem předků (1706-1709). V již méně zásadních úpravách pak pokračovali další členové rodu, jako například Jan Karel hrabě z Nostitz (1718–1721 a dále 1734). Dalšími úpravami zámek prošel za Josefa hraběte z Nostic v roce 1855.
Nynější  podobu získal zámek při úpravách fasády v roce 1936–1937. Drobnějších, ne příliš šťastných úprav doznal zámek v roce 1919 v návaznosti na jeho nucené využití pro účely české obecné školy. Značně necitlivé k zámku pak byly zásahy z let 1984–1985. Od roku 2011 probíhá postupná rehabilitace a obnova zámku.

## Areál zámku
Zámecký areál, tak jak s jeho přestavbou započali již Mauschwitzové z Armenruh, byl koncipován jako plnohodnotné šlechtické sídlo splňující tehdejší požadavky jak v rovině hospodářské správy panství, tak v rovině důstojné reprezentace jeho majitelů. Areál zahrnoval objekt vlastního zámku, zámecký park i hlavní poplužní dvůr (v katastru obce se nacházely dva další vrchnostenské poplužní dvory). V době Kryštofa Václava z Nostitz byla v zámeckém areálu za poplužním dvorem vybudována formální zahrada se zahradnickým domem, ve které byla zřízena (velmi) malá vytápěná oranžerie. 
Na areál zámku dále navazoval pivovar (založený již v roce 1569) se sýpkou a nad ním pak střelecký pavilon. Ten byl později Janem Karlem z Nostitz přestavěn na kapli svatých Jáchyma a Anny a čtrnácti svatých pomocníků. Neopominutelnou součástí areálu zámku je také zámecký kostel Nejsvětější Trojice vystavěný již za Mauschwitzů na počátku 17. století. Pozdější stavební úpravy prováděné v 19. a zejména ve 20. století zámecký areál z architektonického hlediska významně narušily, ale většina jeho objektů se dochovala do současnosti.